# マリカ・ウッザマーニー・ベーグム
マリカ・ウッザマーニー・ベーグム（Malika uz-Zamani Begum, 1703年 - 1789年9月21日以前）は、北インド、ムガル帝国の第12代皇帝アフマド・シャーの妃。パードシャー・ベーグム（Padshah Begum）、バードシャー・ベーグム（Badshah Begum）とも呼ばれる。

## 生涯
1703年、ムガル帝国の第9代皇帝ファッルフシヤルの娘として、デリーで生まれた。
1721年12月9日、第12代皇帝ムハンマド・シャーと結婚し、最初の妃となった。皇帝との間には息子シャフリヤール・シャーをもうけたが、1724年7月19日に死去した。
1754年6月、第14代皇帝アーラムギール2世の即位に際し、マリカ・ウッザマーニーの継子である第13代皇帝アフマド・シャーが廃位され、盲目にされた。以降、マリカ・ウッザマーニーはアーラムギール2世とその息子で第15代皇帝シャー・アーラム2世に恨みを持ち、アフマド・シャーの息子ビーダール・バフトを帝位につけようと考えるようになった。
1787年7月、皇帝シャー・アーラム2世を支えていた摂政・軍総司令官のマハーダージー・シンディアはラールソートの戦いでラージプートに敗北を喫したため、失脚した。
その後、マリカ・ウッザマーニーは帝国に恨みを持っていたローヒラー族の族長グラーム・カーディル・ハーンと結び、彼女はグラーム・カーディル・ハーンに協力金として120万ルピーを支払った。
1788年7月18日、グラーム・カーディル・ハーン率いるローヒラー族の軍はデリーを占領し、デリー城内とその周辺に4，000の部下を配置して、皇帝と皇子の武器を奪った。その後、7月30日にシャー・アーラム2世を廃し、ビーダール・バフトを「ジャハーン・シャー」の名で帝位につけ、。
だが、グラーム・カーディル・ハーンは暴虐の限りを尽くし、ついには協力関係にあったマリカ・ウッザマーニーとジャハーン・シャーにも財宝の引き渡しを求めた。マリカ・ウッザマーニーが「これ以上引き渡す財宝はない」と言うと、グラーム・カーディル・ハーンは後宮に部下を送り込み、女性の衣服を剥ぎ取り、床を掘り起こし、壁を破壊してまで財宝を探させた。
しかし、2ヶ月後、グラーム・カーディル・ハーンの軍に食糧不足が起こり、そのうえマハーダージー・シンディアの率いる軍が近づいてきたため、10月2日に彼は略奪した2億5000万ルピーもの財宝とともにデリーから撤退した。その翌日、シンディア家の軍がローヒラー族の軍と入れ替わる形でデリーに入り、シャー・アーラム2世を保護した。
シャー・アーラム2世が玉座に舞い戻った結果、ジャハーン・シャーは投獄され、1789年に処刑された。マリカ・ウッザマーニーもまたこの年の9月21日までに死亡している。